# 喜马拉雅柳兰
喜马拉雅柳兰（学名：Epilobium speciosum）为柳叶菜科柳叶菜属下的一个种。